# Bay Parkway (linea IND Culver)
Bay Parkway, in origine conosciuta con il nome di 22nd Avenue-Bay Parkway, è una fermata della metropolitana di New York, situata sulla linea IND Culver. Nel 2014 è stata utilizzata da 478 322 passeggeri.
È servita dalla linea F Sixth Avenue Local, sempre attiva.